# Кришталевий світ
«Кришталевий світ» (рос. Хрустальный мир) — раннє оповідання Віктора Пелевіна. Вперше було опубліковане у 1991 році в складі першої авторської збірки Пелевіна «Синій ліхтар».

## Сюжет
Дія оповідання відбувається 1917 року, напередодні жовтневого перевороту, в Петрограді на Шпалерній вулиці. Два юнкери Микола і Юрій стоять на варті, і, вживаючи різні наркотики, ведуть філософські розмови, які постійно переривають незрозумілі особи спробами пройти до Смольного.
Попутно Юрій пояснює Миколі, що у кожної людини є місія, яка може виявитись несподіваною для неї самої. На питання, як розпізнати свою місію, Юрій розповідає, що колись він слухав лекції засновника релігійно-містичного вчення антропософії Рудольфа Штайнера. Штейнер відкрив Юрію, що на ньому є особливий знак і в долі у нього особлива місія — захистити світ від стародавнього демона.
Поступово з'ясовується, що в Смольний намагається прорватися сам лідер більшовиків В. І. Ленін. Одного разу, коли юнкери страждають від похмілля після вживання ефедрину, вони пропускають робітника Ейно Райх'я нібито з партією лимонаду фірми «Карл Лібкнехт і сини». Насправді, мова йде про історичну подію, коли фінський комуніст Райх'я провів Леніна в Смольний.
Таким чином, юнкери провалили свою місію, і стародавній демон заволодів Росією.